# Listen Before I Go
«Listen Before I Go» (с англ. — «Послушай, прежде чем я уйду») — песня американской певицы Билли Айлиш с её дебютного студийного альбома When We All Fall Asleep, Where Do We Go?. Она была написана Айлиш и её братом Финнеасом О’Коннеллом, который также продюсировал песню. Песня была сертифицирована золотом в Австралии, Канаде и США. Песня достигла 63-й позиции в американском чарте Billboard Hot 100, а также 29-й в Австралии, 42-й в Канаде, 73-й в Нидерландах и 71-й в Швеции.

## История
В песне говорится о том, как Билли говорит своему парню прислушаться к ней, прежде чем она совершит самоубийство. Она хочет, чтобы он пришёл к ней и выслушал её последние пожелания, прежде чем она умрёт. Билли призывает его сообщить своим друзьям о том, что она планирует сделать, сказав: «скажи им, что я люблю их/и я буду скучать по ним». Она сначала говорит, что не сожалеет, однако, заключительная строка песни — «извините», подразумевая, что она чувствует сожаление о том, что она собирается сделать и как это повлияет на её близких.

## Творческая группа
When We All Fall Asleep, Where Do We Go?.
- Билли Айлиш — вокал, автор песни
- Финнеас О’Коннелл — продюсер, автор песни
- Кейси Куайо — ассистент по миксингу, персонал студии
- Джон Гринхэм — мастеринг, персонал студии
- Роб Кинельски — миксинг, персонал студии

## Чарты
| Чарт (2019)                         | Высшая позиция |
| ----------------------------------- | -------------- |
| Австралия (ARIA)                    | 29             |
| Канада (Billboard Canadian Hot 100) | 42             |
| Нидерланды (Single Top 100)         | 73             |
| Швеция (Sverigetopplistan)          | 71             |
| США (Billboard Hot 100)             | 63             |

## Сертификации
| Регион | Сертификация | Продажи |
| --- | ------------ | ------- |
| Австралия (ARIA) | Золотой      | 35 000  |
| Канада (Music Canada) | Золотой      | 40 000  |
| США (RIAA) | Золотой      | 500 000 |
| * Данные о продажах приведены только на основе сертификации. · Данные о продажах + прослушиваниях приведены только на основе сертификации. |              |         |

## История релиза
| Регион    | Дата          | Формат                     | Лейбл               | Ист.   |
| --------- | ------------- | -------------------------- | ------------------- | ------ |
| Различный | 29 марта 2019 | Цифровая загрузка стриминг | Darkroom Interscope | [ 12 ] |